# Municipio de Olaine
El municipio de Olaines (en Letón: Olaines novads) es uno de los 36 municipios de Letonia, se encuentra localizado en el centro de dicho país báltico. Fue creado durante el año 2009 después de una reorganización territorial. La capital es la villa de Olaine, donde vive la mitad de la población municipal.

## Subdivisiones
- Olaine (villa)
- Olaines pagasts (zona rural)

## Población y territorio
Su población se encuentra compuesta por un total de 20.085 personas (2009). La superficie de este municipio abarca una extensión de territorio de unos 296,3 kilómetros cuadrados. La densidad poblacional es de 67,79 habitantes por cada kilómetro cuadrado.